# Куттер (судно)

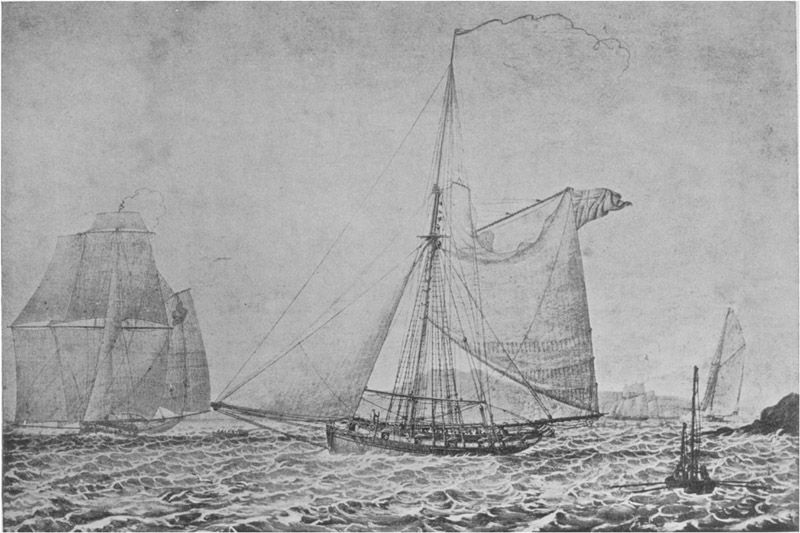
HMS Wickham

Куттер или Каттер (от англ. cutter) — тип одномачтового парусного судна XVII—XX веков. Имеет одну мачту с косым, обычно гафельным, парусным вооружением, при двух стакселях. Использовался для посыльной и разведывательной службы, а также в таможне и береговой охране.

## Происхождение
Тип куттера не был исходно боевым кораблём. Он зародился в Английском канале, главным образом на побережье Кента и Суссекса. Местные жители использовали его — законно — для быстрых каботажных перевозок, и незаконно — для контрабанды. Косое вооружение позволяло ходить круто к ветру, а острые обводы и наклонная, в корму, линия киля, уменьшали опасность при посадке на мель.
Дополнительные паруса, в зависимости от эпохи и места, менялись. Кроме гаф-топселя, встречался летучий кливер, прямой марсель и брифок.

## Век паруса

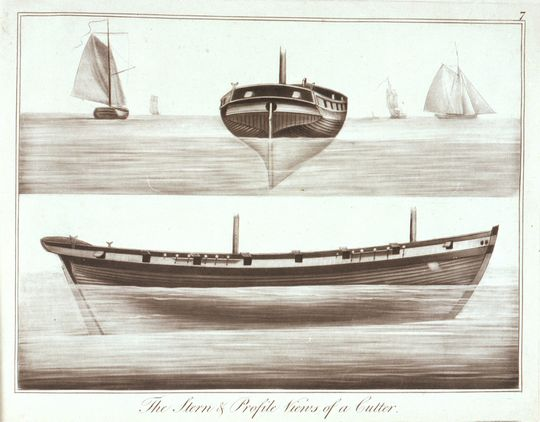
Куттер — рисунок 1788 г. Хорошо видны наклон киля и посадка кормой: самая глубокая точка — пятка киля

Королевский флот начал с закупки уже существующих куттеров, впоследствии строил некоторые по специальным проектам.
Они использовались там, где их превосходство в скорости и острые курсы делали их предпочтительнее, чем традиционные корабли с прямым вооружением. Типичным случаем была погоня, будь то погоня за противником или противника за ними, и особенно в стеснённых водах — у берегов на мелководье, в проливах и узкостях, и тому подобное. Вооружение было всегда слабым (до 10 × 8-фунтовых пушек), а размеры небольшими.
Соответственно, их роль определилась сразу и почти не менялась. Они служили в крейсерском качестве, для охраны торговли, охраны своих берегов, а в составе флота — как посыльные, разведывательные, и позже суда снабжения.
В 1770-е годы для флота были построены несколько очень крупных куттеров, но они оказались трудны в управлении: слишком большой гафельный грот представлял собой массу парусины, справиться с которой могла лишь большая команда, но и тогда постоянно присутствовал риск. Их заменили бриги сходного размера.
Начиная с 1793 года малые корабли требовались всегда, но в 1790-е Королевский флот не видел нужды в специальных проектах (единственное исключение — HMS Experiment), полагаясь для их пополнения на закупку, наём и призы. С расширением районов действия росла и потребность в быстроходных кораблях для доставки приказов на удалённые станции и донесений с них. Куттер был очевидным кандидатом на роль, но взятые из торговли образцы часто не были ни исключительно быстры, ни достаточно вооружены, и представляли лёгкую добычу для приватиров — как правило, люггеров и шебек. Так, в апреле 1804 пропали донесения Нельсона, когда 77-тонный наёмный Swift был захвачен большой шебекой. Ещё раньше, в 1801 году, был потерян HMS Sprightly с важными бумагами на борту.

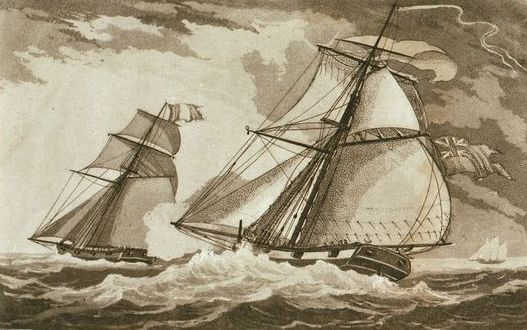
Куттер Nimble (1781) в погоне за противником

Тогда Адмиралтейство возродило идею авизо, возникшую в XVII веке. Главным требованием при доставке информации (рапорты или данные разведки) была скорость. Поэтому корабли типа Express (1800) были исключительно длинны, с острыми обводами. Однако их перевооружили шхунами. Они оказались не слишком успешны, да и вообще кораблестроительные таланты сюрвейеров не пользовались уважением. Поэтому следующий тип был основан на конструкции бермудского шлюпа, и строился там же, на частной верфи. Как минимум часть из них были вооружены куттерами: судя по протоколам военно-полевых судов того времени, HMS Alban, HMS Cassandra, HMS Claudia и HMS Laura на момент пленения были куттерами.
В последние годы войны флот построил несколько более крупных образцов, но в подавляющем большинстве куттеры, а заодно и люггеры и шхуны, как и прочие малые корабли, были захвачены у противника или мобилизованы из торгового флота.
Куттер служил практически на всех морях, но была тенденция к сосредоточению его в Вест-Индии. Кроме прочего, он оказался полезен для ближней разведки и нарушения местного судоходства. Куда менее славной была роль по защите британской торговли от нападений — в крейсерстве против приватиров, или даже в качестве охранения прибрежных конвоев. Большинство небоевых потерь происходили от заливания в плохую погоду или посадки на мель вблизи берегов. Известен редкий случай (1804), когда HMS Constitution был потоплен прямым попаданием мортирного ядра во время атаки на наполеоновскую флотилию вторжения.
Помимо чисто военных ролей, существовали таможенные (так называемые акцизные) куттеры (англ. Excise Cutter), почтовые (англ. Royal Mail), и лоцманские катера (англ. Pilot Cutter). В Соединённых Штатах таможенные куттеры назывались англ. Revenue Cutter.
В составе Российского императорского флота суда данного класса состояли начиная с 1782 года и до середины XIX века. Несли службу в составе Балтийского и Черноморского флотов, Беломорской и Сибирской флотилий.

## Промышленный век

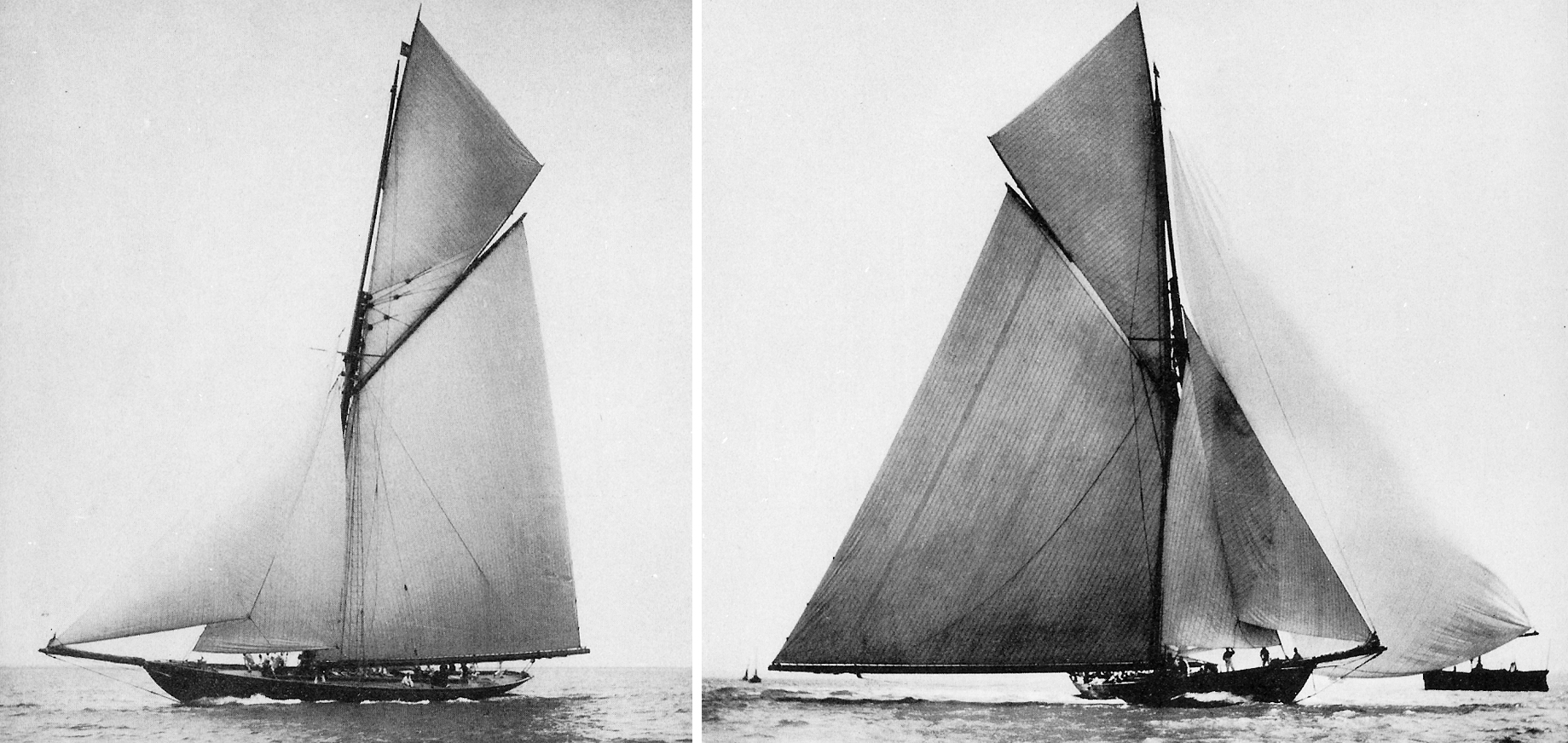
Королевская яхта Britannia I, 1893

С середины XIX века значение куттера для флота уменьшалось, но в связи с развитием парусного спорта выросла его популярность у частных владельцев. Парусные яхты 1848—1910 годов строились и организовывались ещё по образцу флота: больших (по меркам XX в) размеров, с многочисленной командой, имевшей опыт службы на больших парусниках.
Куттер распространился за пределы Канала. В Бискайском заливе, на Средиземном море и на Балтике появились яхты с вооружением куттеров.
Тон по-прежнему задавала Англия, но американские проекты вскоре нагнали английские, и исход каждой гонки решался способностью капитанов и подготовкой команд. Кроме того, это было время непрерывных экспериментов с дополнительными парусами. На куттерах перепробовали летучки, лиселя, балуны, ричеры, ранние образцы спинакеров.
Яхтсмен-одиночка Джошуа Слокам также выбрал для своего кругосветного путешествия (1895—1898) куттер «Спрей».

## Современный куттер

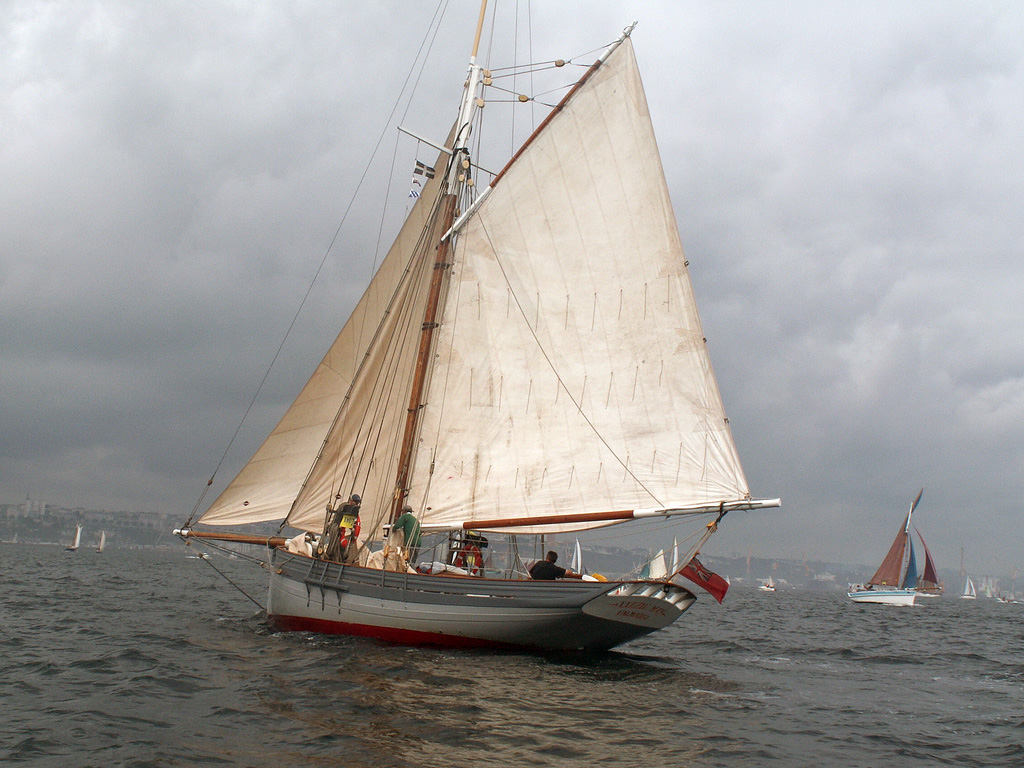
Лоцманский катер Lizzie May, Брест, 2008

После Второй мировой войны яхтостроение пошло по пути новых материалов и упрощения вооружения. Деревянные куттеры, с большим количеством снастей бегучего такелажа, требующие большой команды и интенсивного ухода, стали явлением прошлого. После возвращения моды на дерево появилось много восстановленных куттеров и реплик. Но как гоночные они уже конкурировать не могут, и остаются уделом энтузиаста и любителя старины.